# Zonitis iphigeniae
Zonitis iphigeniae là một loài bọ cánh cứng trong họ Meloidae. Loài này được Pliginskij miêu tả khoa học năm 1914.